# Inés San Martín
Inés San Martín (Rosario, 1986) è una giornalista argentina vicepresidente per la comunicazione delle Pontificie Opere Missionarie USA..

## Biografia
Dopo aver conseguito la laurea e un master in Comunicazione presso l'Università privata argentina Austral, iniziato a lavorare come giornalista nel supplemento Clarin Religious Values nell'ottobre 2012. È stata responsabile della comunicazione internazionale della Giornata Mondiale della Gioventù 2013. San Martín è stato condirettore del quotidiano Crux a Roma tra il gennaio 2014 e il settembre 2022. Attualmente è vicepresidente per la comunicazione delle Pontificie Opere Missionarie.
Nel giugno 2014 ha iniziato a lavorare presso Crux, un progetto appena creato promosso da The Boston Globe e guidato da John Allen, che da aprile 2016 è diventato un giornale indipendente. San Martín è stata corrispondente in Vaticano fino a luglio 2018, quando è diventata responsabile del giornale a Roma e condirettrice con Allen. Ha viaggiato con Papa Francesco in oltre 34 Paesi.
Ha lavorato anche come attrice e sceneggiastrice